# Ali Ahn
Ali Ahn (Pasadena, 24 luglio 1981) è un'attrice statunitense.

## Biografia
Ahn è cresciuta a Pasadena, in California. È di origine coreana. Ha seguito corsi di danza e di teatro alla Yale University, dove si è laureata nel 2003. Ha conseguito un MFA in recitazione al California Institute of the Arts nel 2006.

### Carriera
Ahn ha fatto il suo debutto a Broadway in un revival di The Heidi Chronicles, al fianco di Elisabeth Moss da febbraio a maggio 2015. Ha recitato off-Broadway in Letters of Suresh di Rajiv Joseph al Tony Kiser Theater dal settembre all'ottobre del 2021. In televisione, Ahn ha interpretato personaggi ricorrenti in serie come Billions (2016-2018) e Orange Is the New Black (2018). Ha interpretato il CEO della società di biotecnologie Suzanne Wu nello show di supereroi Netflix Dion (2019-2022). Ha interpretato il capo della stazione della Central Intelligence Agency (CIA) Eidra Park, nella serie Netflix The Diplomat (2023). Apparirà nello show di supereroi Disney+ Agatha: Darkhold Diaries.

### Vita privata
Ahn ha una relazione con l'attore William Jackson Harper, che ha recitato con lei in Romeo + Giulietta a New York nel 2012.

## Filmografia

### Cinema
- Liberal Arts, regia di Josh Radnor (2012)
- The Girl in the Book, regia di Marya Cohn (2015)
- Landline, regia di Gillian Robespierre (2017)
- Lost Cat Corona, regia di Anthony Tarsitano (2017)
- Lucky Grandma, regia di Sasie Sealy (2019)
- Anya, regia di Jacob Akira Okada e Carylanna Taylor (2019)
- The Scottish Play, regia di Keith Boynton (2020)

### Televisione
- Ugly Betty – serie TV, episodio 4x13 (2010)
- Law & Order - Unità vittime speciali (Law & Order: Special Victims Unit) – serie TV, episodio 12x02 (2010)
- Louie – serie TV, episodio 2x10 (2011)
- White Collar – serie TV, episodi 4x15-4x16 (2013)
- Zero Hour – serie TV, episodio 1x05 (2013)
- Blue Bloods – serie TV, episodio 4x07 (2013)
- Black Box – serie TV, 5 episodi (2014)
- Nurse Jackie - Terapia d'urto – serie TV, episodio 7x08 (2015)
- Odd Mom Out – serie TV, 4 episodi (2015)
- Benders – serie TV, episodio 1x06 (2015)
- The Path – serie TV, 26 episodi (2016-2018)
- Billions – serie TV, 6 episodi (2016-2018)
- The Breaks – serie TV, 8 episodi (2017)
- Supernatural – serie TV, 3 episodi (2017)
- Orange Is the New Black – serie TV, 3 episodi (2018)
- Dion – serie TV, 16 episodi (2019-2022)
- The Other Two – serie TV, 4 episodi (2019-2023)
- Social Distance – miniserie TV (2020)
- The Non-Essentials – miniserie TV, puntata 9 (2020)
- Next – serie TV, 7 episodi (2020)
- Little Demon – serie TV, 4 episodi (2022) - voce
- The Diplomat – serie TV, 14 episodi (2023-2024)
- Agatha All Along, regia di Jac Schaeffer, Rachel Goldberg e Gandja Monteiro – miniserie TV, 8 puntate (2024)

## Doppiatrici italiane
Nelle versioni in italiano delle opere in cui ha recitato, Ali Ahn è stata doppiata da:
- Emanuela Baroni in White Collar
- Eleonora Reti in The Girl in the Book
- Chiara Gioncardi in Supernatural
- Monica Migliori in Dion
- Giò Giò Rapattoni in Next
- Eva Padoan in The Diplomat
- Gea Riva in Agatha All Along